# Nesquik

Nesquik-Logo

Nesquik ist eine Marke des Schweizer Unternehmens Nestlé und bezeichnet eine Reihe von Schokoladenprodukten, darunter Kakaogetränke in verschiedenen Sorten, Milcheis, Frühstücksflocken und Sirup.
Nach Angaben des Herstellers war Nesquik 1959 das erste heiß- und kaltlösliche kakaohaltige Getränkepulver in Deutschland. Die Einführung zwei Jahre zuvor in Griechenland führte zur Erfindung des Café frappé.
Seit dem Jahr 1986 existiert eine zuckerreduzierte Variante mit Maltodextrin als Zuckerersatzstoff. Zusätzlich gibt es auch eine calciumreiche Sorte des Produkts, welche unter dem Namen „Nesquik + Calci-N“ vertrieben wird.
Nestlé ist mit Nesquik Markenführer im Instant-Kakao-Markt, die Marke erreichte in Spitzenzeiten einen Bekanntheitsgrad von 90 %.
Seit September 2010 gibt es den Nesquik Kakao auch als Heißgetränkvariante für die Nescafé Dolce Gusto.
Wettbewerber ist vor allem Kaba von Carambar & Co. SAS.

## Kritik
Ernährungsexperten bewerteten die internationale Rezeptur des Getränkepulvers aufgrund des hohen Zuckergehaltes (> 70 %) kritisch. In einer Stellungnahme der Verbraucherzentrale Hamburg heißt es:

«Das Kakaopulver besteht zu mehr als 70 Prozent aus Zucker […] Nesquik ist kein Durstlöscher und sollte auf keinen Fall regelmäßig und in größeren Portionen getrunken werden.»